# Вулиця Бой-Желенського
Вулиця Бой-Желе́нського — вулиця у Франківському районі міста Львова, у місцевості Вулька. Сполучає вулиці Героїв Майдану та Лукаша. На схилах Вулецького пагорба, між вулицями Сахарова, Бой-Желенського та Лукаша розташований Студентський парк. Його будівництво розпочали ще у XX столітті.
Прилучаються вулиці Сбитова та Остроградських.

## Історія
Вулиця почала формуватися на межі XIX та XX століть, першу офіційну назву — Чи́ста — отримала у 1913 році. У 1930 році її перейменували на вулицю Абрагамовичів, на честь братів Адольфа та Давида Абрагамовичів. Під час німецької окупації, з 1942 року по липень 1944 року, вулиця мала назву Кляйстштрассе (нім. Kleiststrasse), на честь німецького поета Генріха фон Кляйста. Протягом липня 1944 року й до 1946 року вулиці почергово повертали колишні назви — спочатку Абрагамовичів, потім Чиста, потім знов Абрагамовичів і лише 1946 року вулиця отримала сучасну назву на пошанування Тадеуша Бой-Желенського, польського письменника та літературознавця з Кракова, вбитого німцями у Львові у липні 1941 року.

## Забудова
Вулиця Бой-Желенського забудована переважно будинками 1930-х років, зведеними у стилі польського конструктивізму.
№ 2, 4, 6 — одноповерхові вілли, зведені у 1910-х—1930-х роках. Будинки внесені до реєстру пам'яток архітектури місцевого значення під охоронними №№ 2029-м, 2559-м та 2560-м.
№ 5 — у міжвоєнний період тут розташовувався виховний заклад імені Абрагамовичів, що складався з гімназії-екстернату та інтернату. Будівля закладу була зведена у 1928—1930 роках за проєктом архітектора Мар'яна Нікодемовича у стилі неокласицизму. Під час другої світової війни тут містилася школа української поліції. У 1950-х роках на місці будівлі колишнього виховного закладу звели триповерхову будівлю Обласного туберкульозного шпиталю інвалідів Вітчизняної війни, який за незалежної України перетворився на Львівську обласну лікарню позалегеневого туберкульозу. У 2017—2018 роках проведено реорганізацію Львівського протитуберкульозного диспансеру, який має відділення на вулицях Лемківській, 24, Личаківській, 233 та Устияновича, 14 зі Львівської обласною лікарнею позалегеневого туберкульозу на вул. Бой-Желенського, 5, тобто перенесли три відділення протитуберкульозного диспансеру в одне спільне новозбудоване приміщення на території колишньої Львівської обласної лікарні позалегеневого туберкульозу та створено КЗ Львівської обласної ради «Львівський обласний протитуберкульозний диспансер». Тут також міститься обласна медико-соціальна експертна комісія № 1.
№ 10 — триповерховий житловий будинок зведений у другій половині 1950-х років.
№ 14 — триповерховий будинок зведений у 1923—1929 роках за проєктом, розробленим в бюро архітекторів Євгена Червінського та Альфреда Захаревича, у стилі неокласицизму з елементами ар-деко. У будинку розташувався Другий дім техніків, який об'єднував у собі гуртожиток для студентів та науково-культурний центр. У січні 1936 року у подвір'ї Дому техніків — у його південно-західному куті — звели муровану каплицю, яку освятили того ж року. Її проєкт розробив у 1934 році архітектор Анжей Фридецький. Каплиця була оздоблена рельєфами з журавненської фабрики Чарторийських. Після війни оздоблення було знищено. 
У радянські часи будинок пристосували під гуртожиток № 1 Львівської політехніки східний корпус адаптували під поліклініку (нині — КНП «Студентська поліклініка м. Львова»). Тоді ж розібрали каплицю. Будинок внесений до реєстру пам'яток архітектури місцевого значення під охоронним № 2030-м.
№ 16, 18 — триповерхові житлові будинки зведені у 1930-х роках.
№ 20 — одноповерхова прибудова до будівлі КНП «Студентська поліклініка м. Львова». Тут розташований студентський клуб Національного університету «Львівська політехніка», який у 1970-х роках був популярним у місті завдяки молодіжним танцям (так звані «танці на Чистій»).

Світлини вуличної забудови
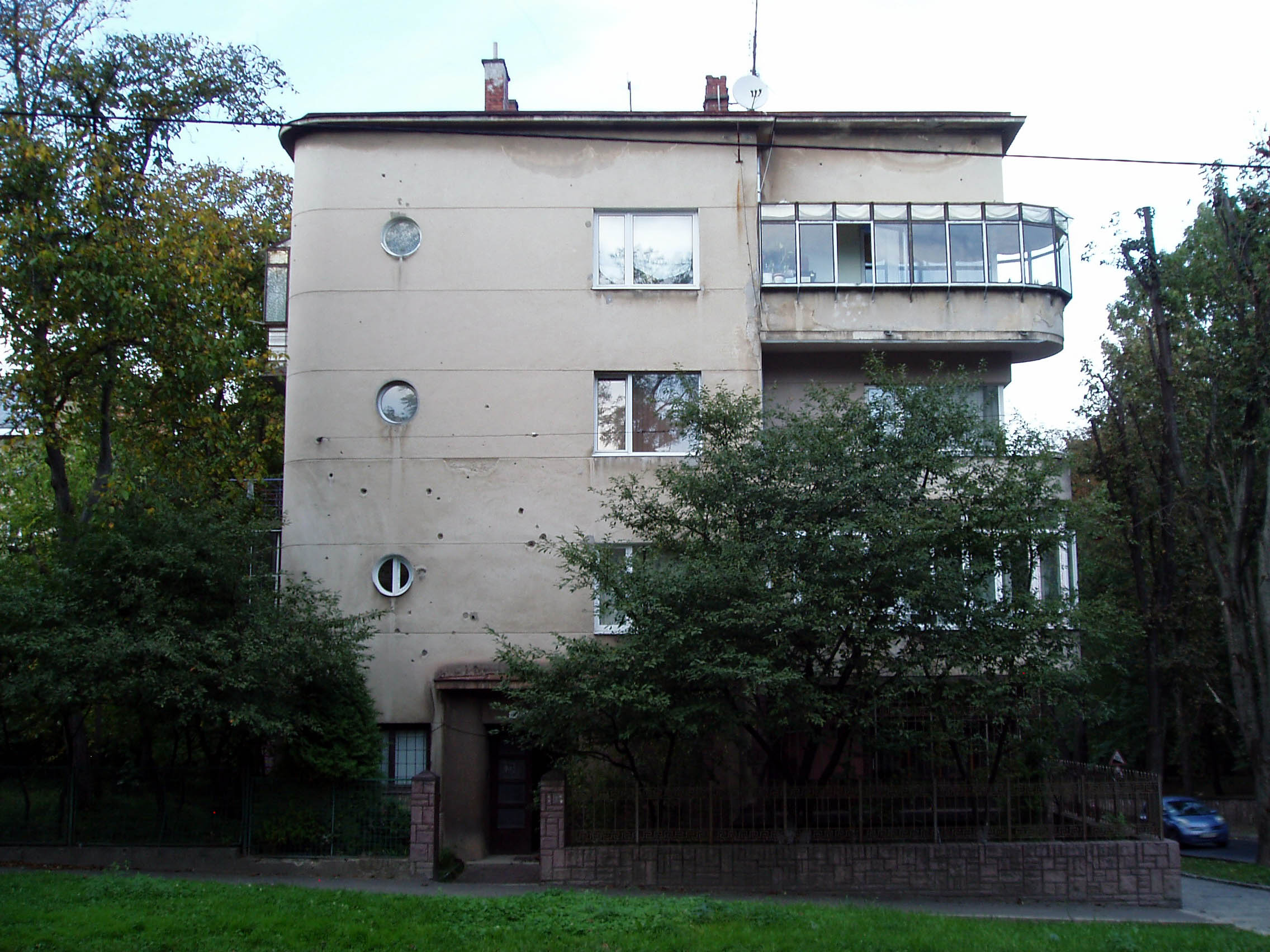
Будинок № 2
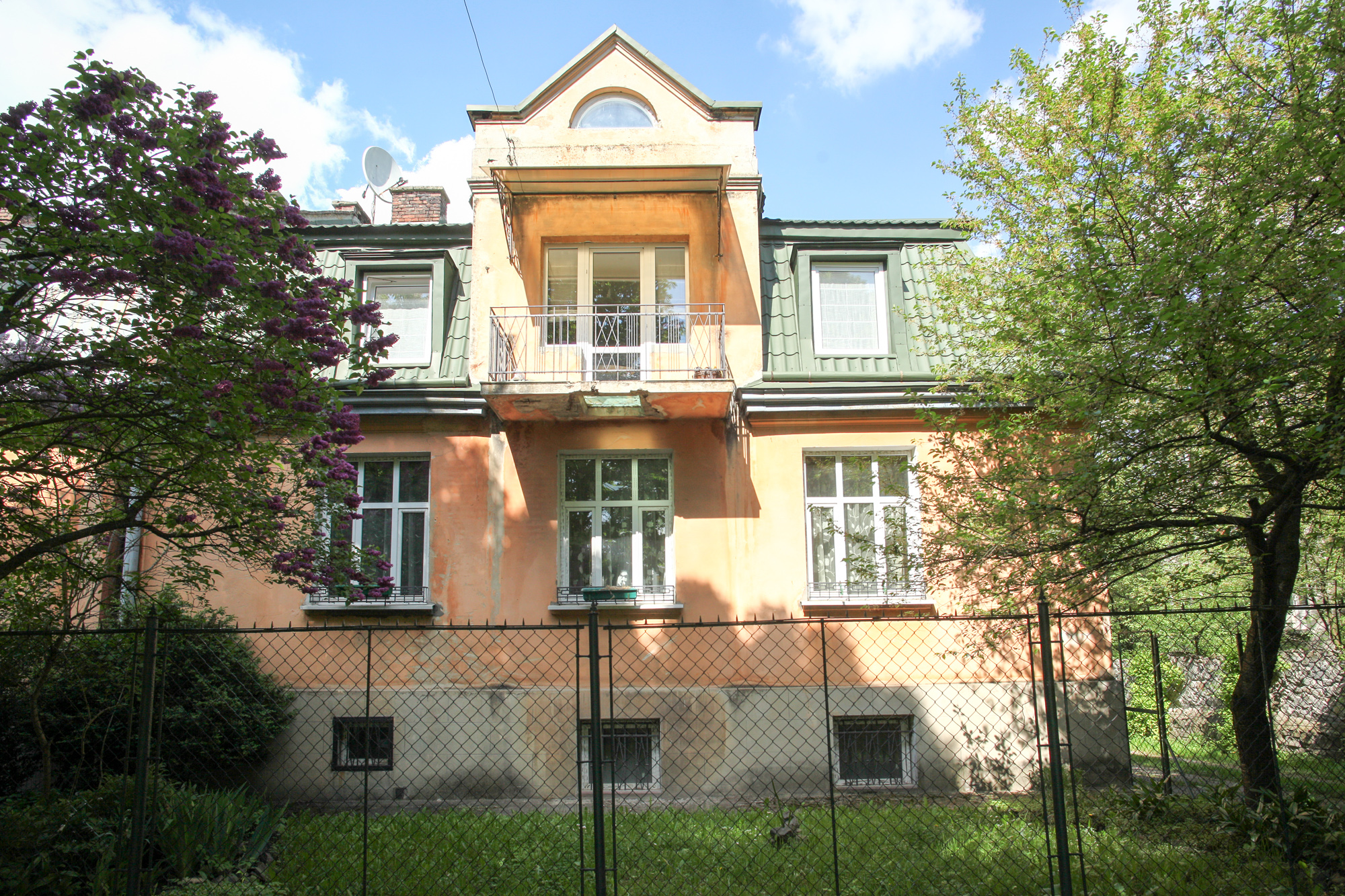
Будинок № 4
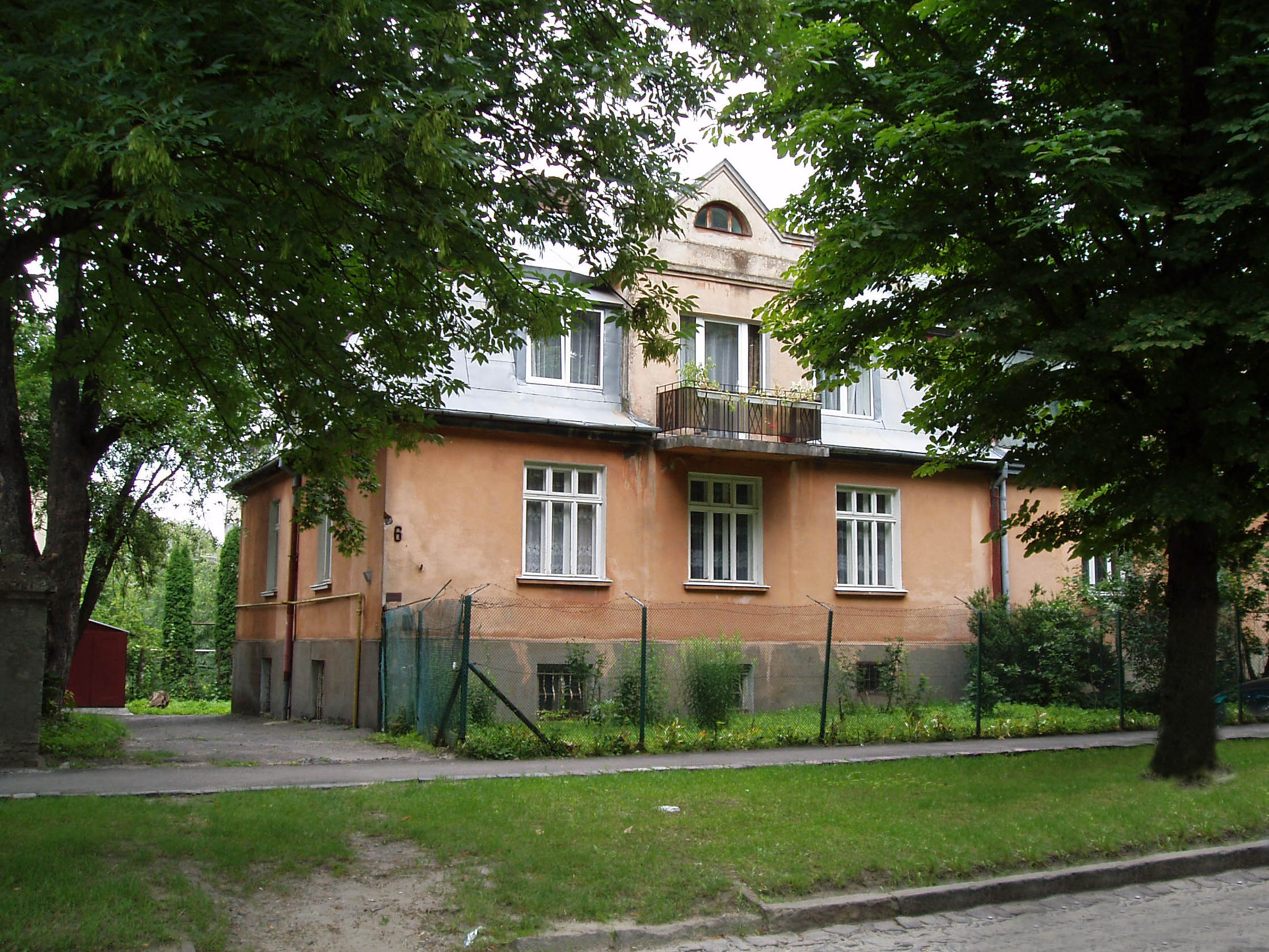
Будинок № 6
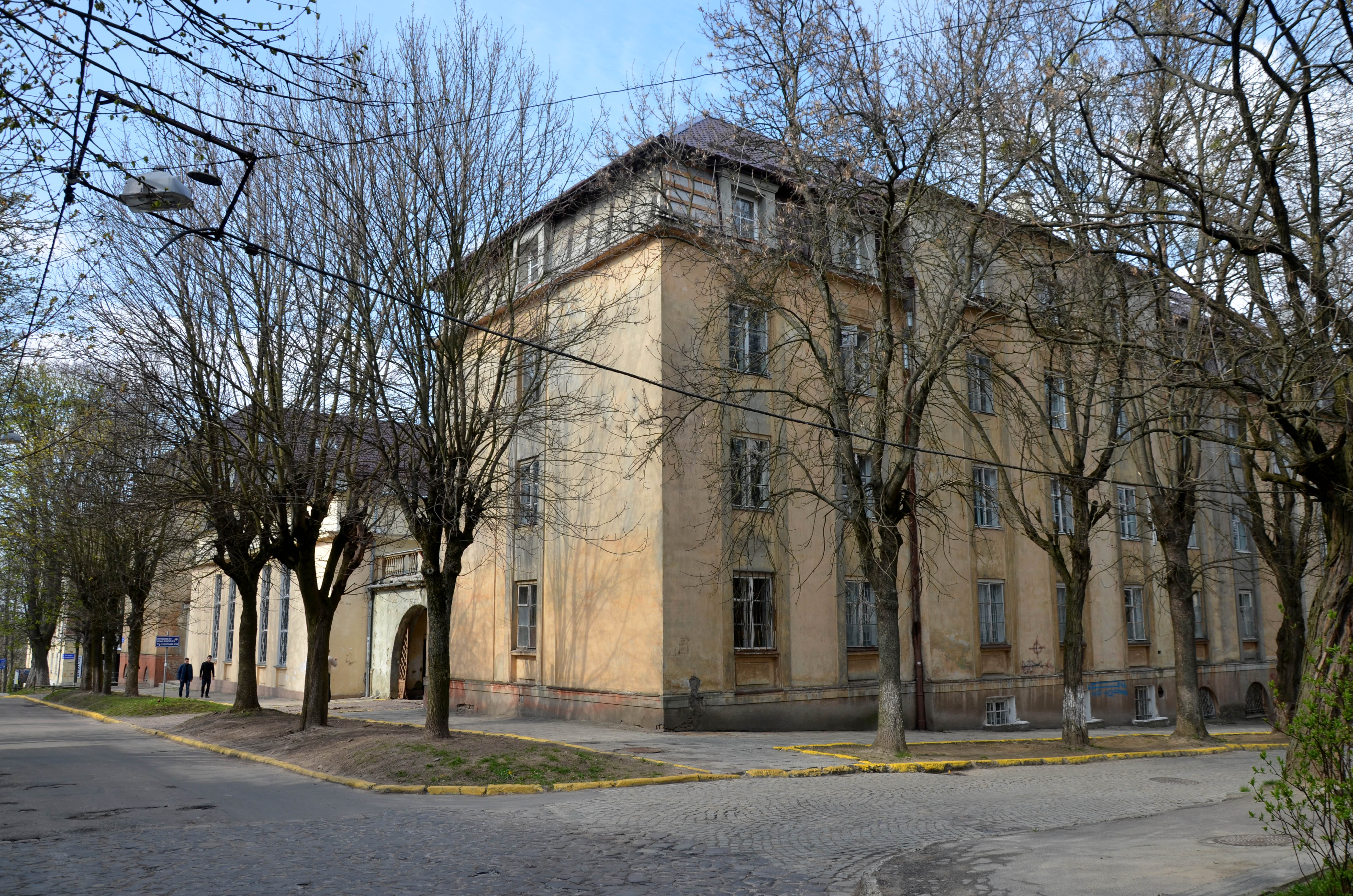
Будинок № 14